# Multiconjunto
Em matemática, um multiconjunto (ou ainda multiset ou mset) é uma modificação do conceito de um conjunto que, diferentemente de um conjunto, permite várias instâncias para cada um de seus elementos. O número de instâncias fornecidas para cada elemento é chamado de multiplicidade.
A cardinalidade ou "tamanho" de um multiconjunto é a soma das multiplicidades de todos os seus elementos. Por exemplo, no multiset {a, a, b, b, b, c} as multiplicidades dos membros a, b e c são respectivamente 2, 3 e 1 e, portanto, a cardinalidade desse multiset é 6.

## Definição formal
Um multiconjunto é definido como um par {\displaystyle (A,m)}, onde {\displaystyle A} é um conjunto qualquer, e {\displaystyle m:A\rightarrow \mathbb {N} } a função que associa a cada elemento de A um número natural, onde consideramos a definição de números naturais que não contêm o zero, ou seja {\displaystyle \mathbb {N} =\{1,2,3,...\}}.
A multiplicidade de um elemento a é denotada por {\displaystyle m(a)}.
Representamos um multiconjunto com a mesma notação que usamos para conjuntos, mas citamos {\displaystyle m(i)} vezes um elemento i do multiconjunto.
Por exemplo, o multiconjunto M com o par (A, m), tal que {\displaystyle A=\{a,b,c,d,e\}} e m(a)=1, m(b)=1, m(c)=2, m(d)=1, m(e)=2, é representado por {\displaystyle M=\{a,b,c,c,d,e,e\}}, melhor < a,b,c,c,d,e,e> . A ordem dos elementos, assim como nos conjuntos, não importa.
Como os multiconjuntos são uma generalização de conjuntos, um multiconjunto B é um conjunto quando {\displaystyle m(i)=1} para todo {\displaystyle i\in B}.

## Exemplos
Multiconjuntos aparecem naturalmente em vários contextos:
- Na fatoração: a forma natural de se expressar a fatoração de um número natural ou um polinômio é através de multiconjuntos. Por exemplo, os fatores primos de 12 são {2, 2, 3}, e os fatores primos de 18 são {2, 3, 3}.
- A solução de uma equação polinomial é um multiconjunto, já que é importante indicar a multiplicidade de cada raiz.

## Cardinalidade de um multiconjunto
A cardinalidade de um multiconjunto {\displaystyle M=(A,m)} é definida como:
{\displaystyle \sum _{i\in A}m(i)} .

## Seleção com repetição
Em análise combinatória, um multiconjunto é o resultado de uma seleção com repetição, em que a ordem não é importante. O número de multiconjuntos de cardinalidade k, a partir de n elementos, pode ser representado por {\displaystyle \textstyle \left(\!\!{n \choose k}\!\!\right)}, uma notação parecida a usada para os coeficientes binomiais, {\displaystyle \textstyle {n \choose k}}.
Este número é dado pela fórmula seguinte:
{\displaystyle \left(\!\!{n \choose k}\!\!\right)=^{n+k-1}C_{k}={n+k-1 \choose k}={\frac {(n+k-1)!}{k!(n-1)!}}={n+k-1 \choose n-1}}
Exemplos
1-Quantos tipos de dominós existem com números de 0 a 7?

É só selecionar dois dos 8 números possíveis. Neste caso os espaços nos dominós são iguais.
{\displaystyle \left(\!\!{8 \choose 2}\!\!\right)={8+2-1 \choose 2}={\frac {(8+2-1)!}{2!(8-1)!}}={\frac {9!}{2!(7)!}}=36}
2-De quantas formas podemos distribuir 18 bolas iguais em 4 caixas diferentes?

Podemos considerar a seqüência seguinte:
{\displaystyle \bullet \bullet \bullet \bullet \bullet \bullet \mid \bullet \bullet \mid \bullet \bullet \bullet \mid \bullet \bullet \bullet \bullet \bullet \bullet \bullet }
Que é o mesmo que achar o número de soluções para a equação:
{\displaystyle X4+X3+X2+X1=18}, {\displaystyle Xi=}número de bolas da i-ésima caixa
Equivale a escolher 18 caixas entre 4, já que pode repetir. Então
{\displaystyle \left(\!\!{4 \choose 18}\!\!\right)={18+4-1 \choose 18}={\frac {(21)!}{18!(21-18))!}}={\frac {(21)!}{3!(18)!}}=1330}
Você também pode utilizar a técnica dos *'s (asteriscos) e | (palitos), sendo neste caso: {\displaystyle X4+X3+X2+X1=18} :
18  asteriscos e 3 palitos:
Assim, temos a combinação direta de asteriscos e palitos::{\displaystyle {\frac {(*+|)!}{*!|!}}=1330}
Outra forma de resolver esse problema é observando a figura acima. Há 18 bolas e 3 barras verticais indicando quatro caixas, cada uma em uma posição. Podemos permutar os termos que no total são 18+4-1 (18 bolas e 3 barras) e descontar as repetições já que as bolas são iguais e as barras também. Fazendo permutação de elementos iguais.
{\displaystyle {\frac {(21)!}{3!(18)!}}=1330}
3-De quantos modos podemos comprar 3 sorvetes onde há 6 sabores distintos disponíveis?

A Combinação Simples nos daria {\displaystyle ^{6}C_{3}=20} maneiras, contudo levaria em conta apenas os sorvetes de sabores distintos! A resposta correta será a Combinação por Repetição:
{\displaystyle \left(\!\!{6 \choose 3}\!\!\right)={6+3-1 \choose 3}={8 \choose 3}=56} maneiras.